# Borowina (przystanek kolejowy w województwie podkarpackim)
Borowina – zamknięty i zlikwidowany w 1974 roku przystanek kolejowy w Przędzelu, w gminie Rudnik nad Sanem, w powiecie niżańskim, w województwie podkarpackim, w Polsce. Otwarty w 1942 roku przez Ostb.